# Новотны, Хельга
Хельга Новотны (нем. Helga Nowotny; род. 1937, Вена) — заслуженный профессор общественных наук в Швейцарской технической школе Цюриха (ETH Zurich). Занимала многочисленные руководящие должности в различных учёных советах, а также в советах по государственной политике. Является автором ряда публикаций по общественным наукам.

## Биография
Хельга Новотны выросла в столице Австрии — Вене — во время Второй мировой войны. В одном из интервью она вспомнила, что в возрасте 8 лет хотела стать учёным — в тот период её отправили в Форарльберг, самую западную провинцию Австрии, где она быстро освоила местный диалект.
В 1959 году Новотны получила докторскую степень по юриспруденции в Венском университете. После окончания ВУЗа она столкнулась с сопротивлением её назначению помощником профессора в отдел криминологии — так как она «была женщиной». В итоге она согласилась с нанимающим её профессором, что если «более способный» кандидат подаст заявку на должность, то он получит пост. В конце концов, взяли именно её. На должности помощника Новотны впервые заинтересовалась такой темой как социология науки. В 1965 году она вместе со своим мужем переехала в Нью-Йорк, где поступила в аспирантуру по социологии. Там она познакомилась с Полом Лазарсфельдом и Робертом Мертоном, которые стали её наставниками на период обучения.
В 1969 году Новотны получила степень доктора философии (Ph.D.) в области социологии в Колумбийском университете Нью-Йорка; её диссертация была посвящена по макросоциологии и её методологии. Новотны вернулась в Вену на должность доцента в Институте перспективных исследований (нем. Institut für Höhere Studien).

## Исследования и публикации
Работа Новотны в 1970-х и 1980-х годах включали такие темы, как научные споры и технологические риски, социальное время, преодоление неопределенности, самоорганизация в науке и гендерные отношения в науке. В результате в печати появились её монографии и многочисленные статьи. В 1989 году она опубликовала книгу «Eigenzeit» (англ.  Time: The Modern and Postmodern Experience), которая с тех пор переведена на несколько языков.
Между 1992 и 1995 годами Хельга Новотны была президентом Международного общества изучения времени (ISST). С 1990-х годов она сосредоточила свои исследовательские работы на ряде новых тем в социологических исследованиях науки и техники. Она провела эмпирическое исследование (совместно с Ульрикой Фелт), посвященное открытию высокотемпературной сверхпроводимости и влиянию данного открытия на политику в области научных исследований, а также — о всё в большей степени меняющихся отношениях между наукой и обществом.
В 1994 году Новотны участвовала в создании нового термина — «Режим 2» — специального обозначения для прикладных исследований, направленных на решение конкретных проблем. Он противопоставлялся «Режиму 1» — фундаментальному исследованию, проводимому в рамках одной из научных дисциплин, инициированному интересом самого исследователя, а не внешним запросом.

## Политика в области научных исследований
Наряду с преподавательской и исследовательской деятельностью, проводимой в нескольких университетах и научно-исследовательских учреждениях Европы, Новотны всегда активно занималась политикой в области научных исследований. С 1985 по 1992 год она была председателем постоянного комитета по общественным наукам Европейского научного фонда. Она является председателем и членом научно-консультативных советов многочисленных научно-исследовательских институтов и комитетов по вопросам политики по всей Европе. С 2001 до начала 2006 года она была председателем Европейского исследовательского консультативного совета Европейской комиссии (EURAB).
Новотны является одним из членов-учредителей Европейского исследовательского совета (ERC), который был создан для финансирования прорывных исследований в ЕС. В Совете она занимала должность вице-президента, а в феврале 2010 года — была единогласно избрана на пост президента после отставки президента-учредителя Фотиса Кафатоса. В качестве президент ERC, она способствовала увеличению финансирования научных исследований в Европе и рекомендовала новым странам-членам ЕС увеличить финансирование собственных исследовательских программ — с целью предотвращения так называемой «утечки мозгов». Она занимала должность президента до декабря 2013 года.
В 2014 году она была назначена председателем совета австрийского «ERA Council Forum», консультирующего Федеральное министерство науки и исследований в области как общеевропейской, так и национальной исследовательской политики. В настоящее время Новотны является председателем Международного консультативного совета Венского университета.

## Награды и призы
С 2006 году Новотны является членом Academia Europaea и иностранным членом Шведской королевской академии наук. Она была удостоена премии Дж. Д. Бернала за «достижения в области общественных наук». В октябре 2015 года она получила почетную докторскую степень в Бергенском университете. Она также получила почетную докторскую степень в Институте науки Вейцмана и в Университете Твенте.
Отмечена President's Medal (British Academy) (2017).